# چارلز لنوکس، سومین دوک ریچموند
چارلز لنوکس، سومین دوک ریچموند (انگلیسی: Charles Lennox, 3rd Duke of Richmond; ۲۲ فوریهٔ ۱۷۳۵ – ۲۹ دسامبر ۱۸۰۶) نظامی و سیاست‌مدار اهل پادشاهی متحد بریتانیای کبیر و ایرلند بود. وی همچنین برندهٔ جوایزی همچون همکار انجمن سلطنتی و نشان بند جوراب شده‌است.